# PostEurop
PostEurop es una organización internacional que representa los servicios postales de Europa y cuyos objetivos son la optimización de estos y la cooperación entre sus miembros. Es parte integrante de la Unión Postal Universal (UPU) y tiene su sede en Bruselas.

## Historia
PostEurop fue establecida en 1993 por 23 administraciones de correos de Europa como un organismo independiente de la Conferencia Europea de Administraciones de Correos y Telecomunicaciones (CEPT), especializado en el servicio postal, ya que tras la liberalización de los servicios postales, los intereses de las nuevas empresas postales tenían que ser salvaguardados por medio de una organización propia. Anteriormente la CEPT realizaba las tareas de PostEurop; desde la separación se encarga solo de la implantación de políticas, y la regulación del servicio postal y de las telecomunicaciones en los países europeos.
Desde 1993 PostEurop coordina la emisión anual de la serie filatélica Europa (actividad que anteriormente ejercía la CEPT). A partir de 2002 se instauró un sistema de competición para elegir un sello ganador.

## Miembros
PostEurop cuenta en la actualidad con 54 miembros de 52 operadores nacionales (Bosnia y Herzegovina está representada por tres operadores: el de la comunidad croata, el de la serbia y el de la bosnia o musulmana). España es un miembro fundador y está representada por la Sociedad Estatal Correos y Telégrafos (Correos de España).
| Nr. | País                       | Miembro                       | Pág. web                                              |
| --- | -------------------------- | ----------------------------- | ----------------------------------------------------- |
| 1   | Åland                      | Posten Ǻland                  |                                                       |
| 2   | Albania                    | Posta Shqiptare               |                                                       |
| 3   | Alemania                   | Deutsche Post                 |                                                       |
| 4   | Armenia                    | HayPost                       |                                                       |
| 5   | Austria                    | Österreichische Post          |                                                       |
| 6   | Bélgica                    | La Poste / De Post / Die Post |                                                       |
| 7   | Bielorrusia                | BELPOCHTA                     |                                                       |
| 8   | Bosnia y Herzegovina       | BH Pošta                      |                                                       |
| 8   | Bosnia y Herzegovina       | Hrvatska pošta Mostar         |                                                       |
| 8   | Bosnia y Herzegovina       | Pošte Srpske                  |                                                       |
| 9   | Bulgaria                   | Bulgarski Poshti              |                                                       |
| 10  | Chipre                     | Cyprus Postal Services        |                                                       |
| 11  | Ciudad del Vaticano        | Poste Vaticane                |                                                       |
| 12  | Croacia                    | Hrvatska pošta                |                                                       |
| 13  | Dinamarca                  | Post Danmark                  |                                                       |
| 14  | Eslovaquia                 | Slovenská pošta               |                                                       |
| 15  | Eslovenia                  | Pošta Slovenije               |                                                       |
| 16  | España                     | Correos y Telégrafos          |                                                       |
| 17  | Estonia                    | Eesti Post                    |                                                       |
| 18  | Finlandia                  | Suomen Posti                  |                                                       |
| 19  | Francia                    | La Poste                      |                                                       |
| 20  | Georgia                    | Georgian Post                 |                                                       |
| 21  | Grecia                     | Hellenic Post                 |                                                       |
| 22  | Hungría                    | Magyar Posta                  |                                                       |
| 23  | Irlanda                    | An Post                       |                                                       |
| 24  | Islandia                   | Íslandspóstur                 |                                                       |
| 25  | Italia                     | Poste italiane                |                                                       |
| 26  | Kazajistán                 | Kazpost                       |                                                       |
| 27  | Letonia                    | Latvijas Pasts                |                                                       |
| 28  | Liechtenstein              | Liechtensteinische Post       |                                                       |
| 29  | Lituania                   | Lietuvos paštas               |                                                       |
| 30  | Luxemburgo                 | P&T Luxembourg                |                                                       |
| 31  | Macedonia del Norte        | Makedonska Pošta              |                                                       |
| 32  | Malta                      | Malta Post                    |                                                       |
| 33  | Moldavia                   | Poşta Moldovei                |                                                       |
| 34  | Mónaco                     | La Poste Monaco               |                                                       |
| 35  | Montenegro                 | Pošta Crne Gore               | Archivado el 17 de agosto de 2009 en Wayback Machine. |
| 36  | Noruega                    | Posten Norge                  |                                                       |
| 37  | Países Bajos               | TNT Post                      |                                                       |
| 38  | Polonia                    | Poczta Polska                 |                                                       |
| 39  | Portugal                   | CTT - Correios de Portugal    |                                                       |
| 40  | Reino Unido                | Royal Mail                    |                                                       |
| 41  | Reino Unido ( Guernsey)    | Guernsey Post                 |                                                       |
| 42  | Reino Unido ( Isla de Man) | Isle of Man Post              |                                                       |
| 43  | Reino Unido ( Jersey)      | Jersey Post                   |                                                       |
| 44  | República Checa            | Česká pošta                   |                                                       |
| 45  | Rumania                    | Poşta Română                  |                                                       |
| 46  | Rusia                      | Pochta Rossii                 | Archivado el 30 de julio de 2008 en Wayback Machine.  |
| 47  | San Marino                 | Poste e Telecomunicazioni     |                                                       |
| 48  | Serbia                     | PTT Srbija                    |                                                       |
| 49  | Suecia                     | Posten AB                     |                                                       |
| 50  | Suiza                      | Swiss Post                    |                                                       |
| 51  | Turquía                    | PTT Türkiye                   |                                                       |
| 52  | Ucrania                    | Ukrposhta                     |                                                       |

## Serie filatélica «Europa»
Desde su fundación, los miembros de PostEurop han emitido anualmente un sello con temáticas diversas: la serie se llama «Europa». Cada país emite un sello relacionado con el tema que PostEurop ha fijado para ese año. Desde 2002 se ha elegido un sello ganador; cualquier persona puede dar su voto en la pág. web de PostEurop.